# Конопацкий, Евгений Игнатьевич
Евгений Игнатьевич Конопацкий (фр. Eugène Konopatzky, укр. Конопацький Євген Гнатович, 27 января 1887, Луцк, Волынская губерния — 19 октября 1962, Париж) — русский, французский художник и график, участник художественного объединения «Кольцо», представитель русского художественного авангарда, а также «Парижской школы».

## Семья
Отец — Игнатий Осипович Конопацкий. В 1890—1900-е был судебным приставом Херсонского окружного суда.

## Служба
Евгений Конопацкий получил юридическое образование и служил адвокатом. Воевал на фронтах Первой мировой войны.
В 1960 году стал членом ревизионной комиссии Объединения русских адвокатов во Франции.

## Годы творчества
С 1910 участвует в ежегодных выставках Херсонского общества любителей изящных искусств.
В 1913 году работы Конопацкого представлены на Всероссийской выставке в Киеве.
В 1913 — принимает участие в организации «Кольца» — кружка представителей кубофутуристичиского направления.
В 1914 году принимает участие в групповой выставке «Кольцо», организованной в Киеве, одними из лидеров русского авангарда А. А. Экстер и А. К. Богомазовым. Участники выставки рассматривали её как «первый самостоятельный голос в защиту Нового Искусства».
В 1917 году переезжает в Одессу.
В 1917—1919 годах принимает активное участие в выставках Общества независимых художников в Одессе.
Примерно в 1919 году эмигрирует во Францию, живёт в Париже.
В 1925—1931, 1940 выставляется в Салоне Независимых.
В 1927, 1930, 1931 выставляется в Осеннем салоне.
В 1933 становится членом секции художников Союза деятелей русского искусства во Франции.
В 1935 участвует в выставке Федерации художников, работающих в чистом и прикладном искусстве в парижской галерее «Soleil», в этом же году жертвует картину для лотереи в пользу Союза бывших деятелей российского судебного ведомства.
В 1937 году руководит курсами прикладного искусства в Русском народном университете,
В 1940 году принимает активное участие в деятельности общества «Икона».
Активно занимался книжной графикой. Среди известных работ — иллюстрации к книге «История одного контролёра» Вениамина Валериановича Завадского (1929) (Корсак В. «История одного контролёра», Издание Книжного дела «Родник», Париж, 1929 г.), обложка для книги «Один : роман из жизни эмиграции» (1951), «Вдвоём : роман из жизни эмиграции» того же автора (1951).
Умер Евгений Игнатьевич в 1962 году в Париже, в возрасте 75 лет, похоронен на кладбище Тье (фр. Cimetière parisien de Thiais).

## Отзывы критиков
«В работах г. Конопацкого видно твёрдое знание рисунка и прекрасное сочетание красок. Он весьма виртуозен в красках и разнообразен в мотивах. Особенно хороша его работа Лодка между деревьям».
«…Е. И. Конопацкий. Какая-то особенная мягкость красок на
его небольших по размерам картинах».